# 소냐도라스
《소냐도라스》(스페인어: Soñadoras)은 1998년 방영된 멕시코의 텔레노벨라이다.